# Herozoum longulum
Herozoum longulum là một loài bọ cánh cứng trong họ Cerambycidae.